# Piacenza Calcio 1919
Ne doit pas être confondu avec Pro Piacenza.
Maillots
Actualités
Le Piacenza Calcio 1919 est un club de football italien basé à Plaisance.

## Historique

### Fondation
Le Piacenza Football Club est fondé en 1919. Giovanni Dosi est le premier président du club.
Le club est promu en Serie C pour la saison 1935-1936.

### Première montée en Serie B

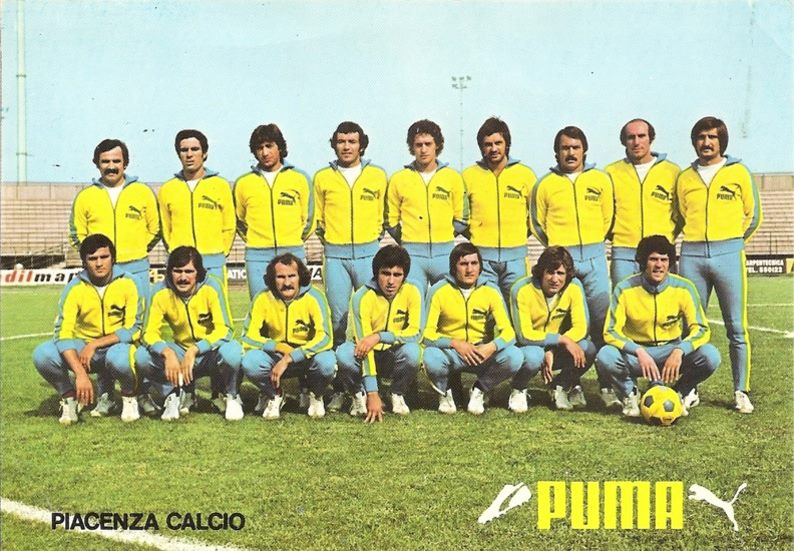
L' équipe de Piacenza lors de la saison 1975-1976.

Après la Seconde Guerre mondiale, Piacenza est promu pour la première fois en Serie B. Le club dispute deux saisons à ce niveau là avant de retomber en Serie C en 1948.
Le club oscille après entre la Serie C et la Serie D jusqu'en 1964.
Le club joue ensuite de brèves périodes en Serie B lors des saisons 1969-1970 et 1975-1976 et aussi de 1987 à 1989.

### Vainqueur de la Coupe anglo-italienne
Piacenza remporte la Coupe anglo-italienne en 1986.

### Les heures de gloire

#### Première montée en Serie A
Le club étant promu en Serie A pour la première fois en 1993, mais il est relégué la saison suivante à la dernière journée du championnat.

#### Champion de Serie B
L’Année suivante Piacenza est de nouveau promu en remportant la Serie B en 1995.
Piacenza forme une génération de joueurs talentueux, comme les futurs internationaux italiens Filippo Inzaghi, Simone Inzaghi, Alberto Gilardino, ainsi qu'Alessandro Lucarelli.
En 1997, le club recrute le légendaire Pietro Vierchowod.

#### Descente en Serie B
Piacenza redescend en Serie B en 2003.

### Faillite
Le 19 juin 2012, le club est déclaré en faillite et l'équipe est dissoute.

### Lupa Piacenza puis Piacenza Calcio 1919
Le club repart sous le nom de Lupa Piacenza.
Il est rebaptisé Piacenza Calcio 1919 en 2013, année où il remporte l'Eccellenza.
Le nouveau club est alors promu en Serie D avant d’être promu en Serie C1 en 2016.

## Changements de nom
- 1919-1926 : Piacenza Football Club
- 1926-1927 : Dopolavoro Piacenza Football Club
- 1927-1933 : Piacenza Football Club
- 1933-1952 : Piacenza Sportiva
- 1952-1978 : Piacenza Football Club
- 1978-1983 : Piacenza Calcio
- 1983-2012 : Piacenza Football Club
- 2012-2013 : Società Sportiva Dilettantistica Lupa Piacenza
- 2013-2016 : Società Sportiva Dilettantistica Piacenza Calcio 1919
- 2016-0000 : Piacenza Calcio 1919

## Palmarès
| Compétitions nationales | Compétitions internationales                            |
| Championnats - Serie B : - Champion (1) : 1995 - Serie C / Serie C1 : - Champion (4) : 1969, 1975, 1987, 1991 - Serie D : - Champion (2) : 1964, 2016 - Eccellenza : - Champion (1) : 2013 | Coupes - Coupe anglo-italienne : - Vainqueur (1) : 1986 |

## Joueurs emblématiques
- Ignazio Abate
- Davide Baiocco
- Andrea Bonomi
- Eugenio Corini
- Stefano Desideri
- Eusebio Di Francesco
- Marco Ferrante
- Valerio Fiori
- Claudio Gentile
- Alberto Gilardino
- Dario Hübner
- Filippo Inzaghi
- Simone Inzaghi
- Jeda
- Pasquale Luiso
- Marco Marchionni
- Dario Marcolin
- Enzo Maresca
- Stefano Morrone
- Roberto Murgita
- Antonio Nocerino
- Simone Pepe
- Gabriele Pin
- Ruggiero Rizzitelli
- Flavio Roma
- Stefano Sacchetti
- Matteo Sereni
- Giuseppe Signori
- Giovanni Stroppa
- Massimo Taibi
- Pietro Vierchowod
- Sergio Volpi
- Julien Rantier
- Marco Padalino
- Radja Nainggolan
- Bogdan Pătrașcu
- Sergueï Gurenko
- Zlatko Dedič
- Hugo Campagnaro
- Amauri
- Matuzalém
- Houssine Kharja
- Mark Edusei

## Structures du club

### Stades

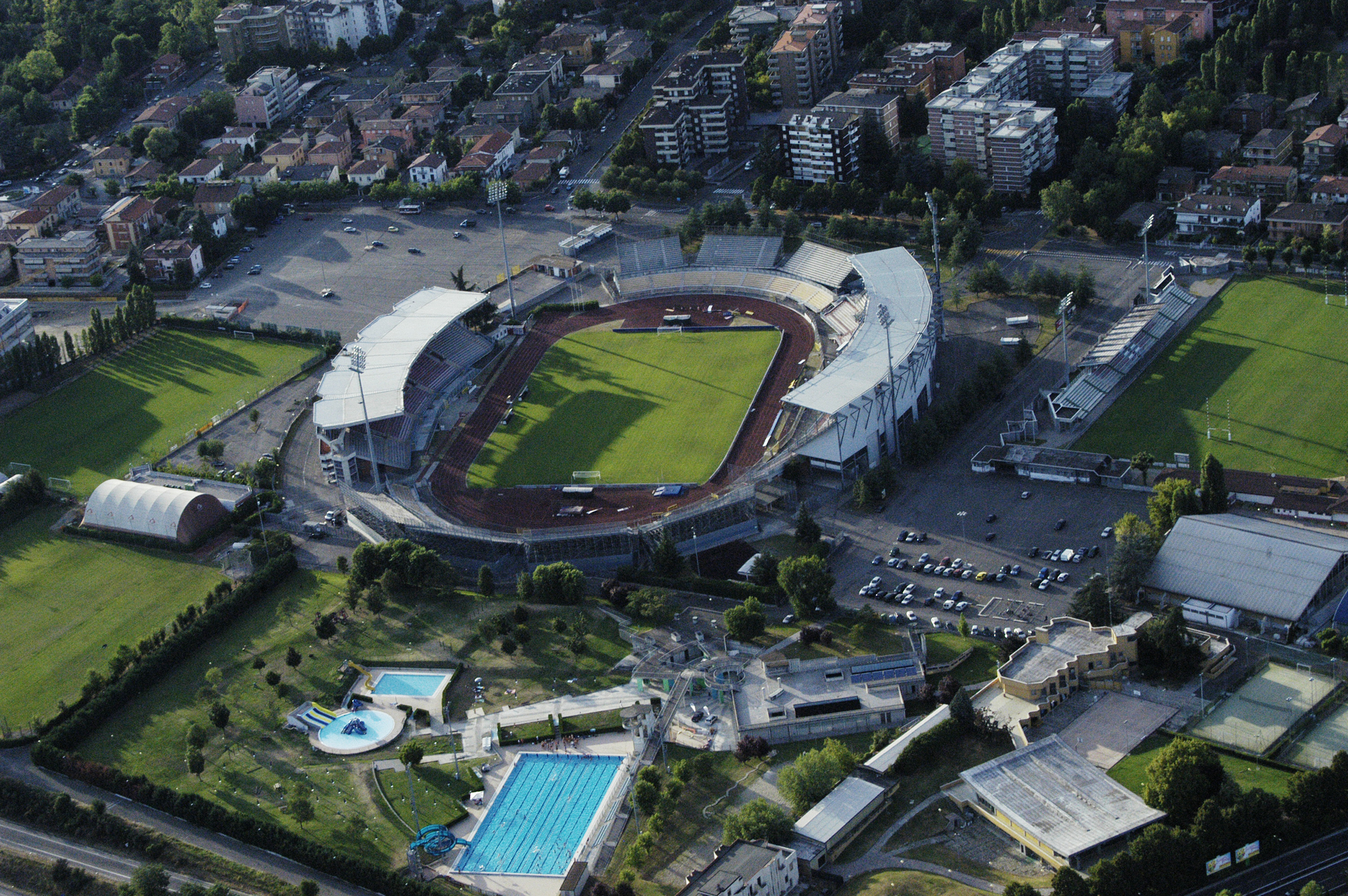
Stade Leonardo-Garilli.

Le Piacenza Calcio évolue dans une enceinte de 21 668 places inaugurée en 1969.